# Helmut Bähring
Helmut Bähring (* 12. Februar 1923 in Weimar; † 30. April 2002 in Leipzig) war ein deutscher Verlagsleiter in der DDR.

## Leben
Bähring erlernte 1937 bis 1939 den Beruf des Verlagskaufmanns in Weimar. Am 15. September 1941 beantragte er die Aufnahme in die NSDAP und wurde rückwirkend zum 1. September desselben Jahres aufgenommen (Mitgliedsnummer 8.706.745). Von 1941 bis 1945 kämpfte er in der deutschen Wehrmacht und geriet in Kriegsgefangenschaft, aus der er noch 1945 entlassen wurde. 1946 trat Bähring, der bis 1947 als Bauarbeiter tätig war, in die SED ein. 
1947 wurde Bähring Volontär in der Landesdruckerei Thüringen in Weimar und war dort bis 1951 Leiter der Verlagsabteilung. 1952 absolvierte er einen Lehrgang für Verlagsmitarbeiter an der Deutschen Akademie für Staats- und Rechtswissenschaft (DASR) in Potsdam und war danach bis 1957 Verlagsleiter im Vordruck-Leitverlag in Magdeburg. Von 1955 bis 1960 studierte Bähring Finanzökonomie an der Hochschule für Ökonomie Berlin (HfÖ) und legte das Diplom ab. 
Von 1957 bis 1962 war Bähring Leiter des Wilhelm-Knapp-Verlages, später Fotokinoverlag, in Halle (Saale) und von 1962 bis 1976 Leiter des Verlags Edition Leipzig. 1976 wurde Bähring, als Nachfolger von Heinz Köhler, Leiter des Bibliographischen Instituts und Verlags Enzyklopädie Leipzig.
1991/92 war Bähring Geschäftsführer der Bibliographische Institute Leipzig GmbH und der Brockhaus-Verlag GmbH in Leipzig und ging 1993 in den Vorruhestand.
Bähring war langjähriges Mitglied des Verlegerausschusses und des Vorstands des Börsenvereins der Deutschen Buchhändler zu Leipzig und Gründungsmitglied des Kuratoriums Haus des Buches in Leipzig.

## Ehrungen
- 1977 Wilhelm-Bracke-Medaille des Börsenvereins Leipzig
- 1998 Goldene Nadel des Börsenvereins Frankfurt

## Werke
- Die Absatzabteilung im sozialistischen Verlag (= Lehrbriefe für das Fachschulfernstudium. Reihe Verlagsökonomik 2). Fachschule für Buchhändler, Leipzig 1962.
- Seit 5 Jahren auf dem internationalen Buchmarkt vertreten. In: Börsenblatt für den deutschen Buchhandel 132 (1965), Nr. 37, ISSN 0940-0044, S. 165–167.
- Ausschreiten der Profile. In: Börsenblatt für den deutschen Buchhandel 158 (1991), Nr. 31, S. 1328–1333.
- Wie selbständig waren die Volkseigenen Verlage?. In: Mark Lehmstedt, Siegfried Lokatis (Hrsg.): Das Loch in der Mauer. Der innerdeutsche Literaturaustausch (= Schriften und Zeugnisse zur Buchgeschichte 10). Harrassowitz, Wiesbaden 1997, ISBN 978-3-447-03918-5, S. 220–224.
- Helmut Bähring, Kurt Rüddiger: Lexikon Buchstadt Leipzig. Tauchaer Verlag, Taucha 2007, ISBN 978-3-89772-147-0.